# ボレスワフ5世
ボレスワフ5世フスティドリヴィ（Bolesław V Wstydliwy, 1226年6月21日 - 1279年12月7日）は、サンドミェシュ公（在位：1232年 - 1279年）、クラクフ公（在位：1243年 - 1279年）。レシェク1世の息子。純潔公（the Chaste 波：Wstydliwy）とも呼ばれる。

## 生涯
1241年にレグニツァの戦いでシロンスク公ヘンリク2世が戦死した後の混乱の後、ポーランドの最高権威者であるクラクフ公の地位についた。
1239年、ボレスワフ5世はハンガリー王ベーラ4世の娘キンガと結婚した。中世の年代記によれば、公爵夫妻の結婚生活は完全なものではなかった。キンガはきわめて敬虔な女性で、妻として夫と同衾するのを拒んだ。ボレスワフ5世は何とかしてキンガの気持ちを変えさせようとしたが、彼女はあくまで抵抗したため、ボレスワフ5世は妻のもとめる純潔を保ったままの結婚生活を受け入れざるを得なかった。ボレスワフ5世自身も信仰に篤かったため、愛妾を囲うことはしなかった。こうした事情から、ボレスワフ5世は純潔公の異名で呼ばれることになった。
ボレスワフ5世は、1241年のモンゴル侵攻によって破壊されたクラクフの統治者となり、同市の再建のため多くのドイツ人移民を受け入れた。クラクフは1257年の区画割り当てに従い、碁盤の目状に整備された都市に変わった。しかし1259年の2度目のモンゴル侵攻の際、敵将ノガイの攻撃によってボレスワフ5世の領地であるクラクフやサンドミェシュは荒廃した。
1279年、53歳で死去。子供がなかったため、従甥に当たるシェラツ公レシェク2世がポーランド大公位を継いだ。
| 先代 コンラト1世   | ポーランド大公 1243年 - 1279年   | 次代 レシェク2世 |
| 先代 ボレスワフ1世 | サンドミェシュ公 1232年 - 1279年 | 次代 レシェク2世 |